# 軸突末梢

Activity軸突末端的活動：神經元A將軸突末端的信號傳輸到神經元B（正在接收）。Features: 1.粒線體 2.內含神經遞質的突觸小泡 3.自體受體 4.釋放神經遞質的突觸(血清素). 5.突觸後受體被神經遞質激活（誘導突觸後電位） 6. 鈣離子通道 7.囊泡的胞吐作用。 8.重新捕獲的神經遞質

軸突末梢(英文：Axon terminal)，是神經元中軸突的最尾端，軸突又稱神經纖維，是神經細胞或神經元的細長形投射，它傳導稱為動作電位的電脈衝，使其離開神經元的細胞體或軀體，以將這些脈衝傳遞給其他神經元、肌肉細胞或腺體。神經元以復雜的排列相互連接，並使用電化學信號和神經遞質等化學物質將脈衝從一個神經元傳遞到另一個神經元。軸突末梢通過稱為突觸的小間隙與相鄰神經元分開，在突觸之間發送脈衝。軸突末梢和來自其的神經元有時被稱為“突觸前”神經元。